# Concerto para piano (Grieg)

A famosa introdução do concerto.

O Concerto para piano e orquestra em lá menor (em dinamarquês:  Klaverkonsert i a-moll), opus 16, de Edvard Grieg, é uma das poucas obras concertantes do seu autor. É o único concerto para piano e orquestra que Grieg chegou a finalizar e uma das suas obras mais conhecidas e interpretadas
Em 1859 (ou 1858), Grieg, com 16 anos e estudante no Conservatório de Leipzig, assistiu à interpretação na Gewandhaus do Concerto para piano e orquestra em lá menor de Robert Schumann, interpretado por Clara Schumann, a sua viúva. O seu professor de piano, E. F. Wenzel, era amigo de Schumann e tinha inculcado em Grieg o amor pela obra deste compositor,  amor que o jovem músico conservaria toda a vida. Assim, finalizados os estudos em 1862, Grieg fez a sua apresentação como pianista e compositor na sua cidade natal na Noruega, Bergen, interpretando as quatro peças op. 1 e o quarteto com piano de Schumann.
Esta afinidade reflete-se no concerto para piano e orquestra em lá menor (na mesma tonalidade que o concerto de Schumann), embora a personalidade do jovem Grieg domina a partitura juntamente com influências da música folclórica da Noruega. Tinha 24 anos quando o compôs em 1868, vivia então em Søllerød, na Dinamarca. A primeira apresentação foi em 3 de abril de 1869 em Copenhaga. Apesar do bom acolhimento que a obra recebeu (já que até Liszt chegou a tocá-la na visita a Roma em 1870 de Grieg, deixando admirado o compositor), Grieg reviu-a sete vezes, a última em 1906-1907, e esta é a versão que se escuta na atualidade.
O concerto tem os andamentos seguintes:
1. Allegro molto moderato
2. Adagio
3. Allegro moderato molto e marcato – Quasi presto – Andante maestoso

## Instrumentação
Grieg escreveu o concerto para um solista em piano, acompanhado de orquestra com 2 flautas, 2 oboés, 2 clarinetes (em lá e si bemol), 2 fagotes, 2 trompas em mi e mi bemol, 2 trompetes em dó e si bemol, 2 trombones, tuba, tímpanos e como instrumentos de corda (violinos, violas, violoncelos e contrabaixos). Adicionou depois 2 trompas e trocou a tuba poro um terceiro trombone.